# Crissier

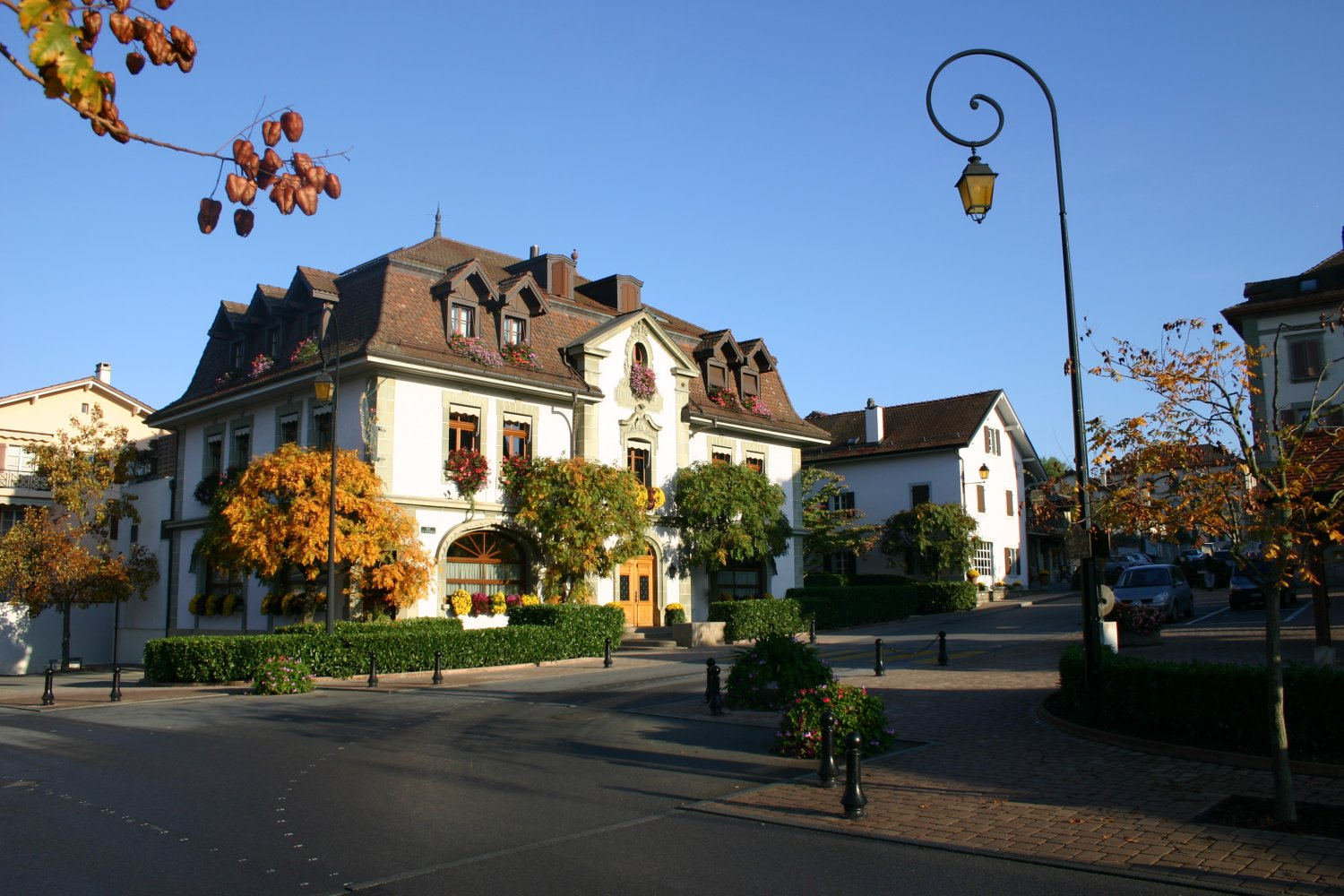
Crissier

Crissier este un oraș în Elveția.